# Síndrome de Weill-Marchesani
El síndrome de Weill-Marchesani (también conocido como síndrome de esferofaquia-braquimorfia, distrofia mesodérmica congénita y síndrome de GEMSS) es una enfermedad genética rara del tejido conjuntivo caracterizado por la estatura baja, cabeza ancha (braquicefalia), dedos anormalmente cortos y anchos (braquidactilia), con rigidez en las articulaciones, anormalidades oftalmológicas que pueden llegar a la ceguera y ocasionalmente una cardiopatía congénita.
Las manifestaciones oculares incluyen inusuales manifestaciones oculares, como la reducción del lente ocular (esferofaquia), que puede ser propenso a una dislocación Ectopia lentis, así como otros defectos oculares. Debido a estas anomalías, los individuos afectados pueden tener diversos grados de discapacidad visual, que van desde la miopía a la ceguera. Los investigadores sugieren que el síndrome de Weill-Marchesani puede tener herencia autosómica dominante, o autosómica recesiva.

## Diagnóstico
El diagnóstico se realiza cuando varios signos clínicos característicos son observados. No hay una sola prueba para confirmar la presencia del Síndrome Weill-Marchesani. Explorar la historia de la familia o el examen de otros miembros puede resultar útil para confirmar el diagnóstico.